# آنکینگاملوکو
آنکینگاملوکو (به لاتین: Ankingameloko) یک منطقهٔ مسکونی در ماداگاسکار است که در بخش امبانجا واقع شده‌است. آنکینگاملوکو ۶٬۰۱۸ نفر جمعیت دارد و ۲۳ متر بالاتر از سطح دریا واقع شده‌است.